# Call Me the Breeze
Call Me the Breeze ist ein Bluesstück des US-amerikanischen Musikers J.J. Cale. Der Titel erschien 1972 auf Cales Debütalbum Naturally. Im Song wurde das 12-taktige Blues-Schema verwendet.

## Coverversionen
Die Rockband Mason Proffit coverte den Song für das 1972 veröffentlichte Album Rockfish Crossing. Lynyrd Skynyrd interpretierte den Song für die Alben Second Helping (1974) und One More from the Road (1976). Im gleichen Jahr erschien eine Version des Liedes von Johnny Cash und John Carter Cash auf Water from the Wells of Home. John Mayer coverte den Titel 2013 für sein Album Paradise Valley.

### Versionen von Eric Clapton
Eric Clapton spielte den Song während der Basel-Session im Jahr 2013. 2014 nahm er den Song für sein J.J.-Cale-Tributalbum The Breeze – An Appreciation of JJ Cale auf. Am 6. Juni des gleichen Jahres veröffentlichte Clapton ein Lyric-Video zum Lied auf seinem YouTube-Kanal. Zwanzig Tage später erschien das offizielle Musikvideo zum Titel. In der ersten Sequenz des Videos werden viele Bilder von Cale im Schnelldurchlauf gezeigt. Nach einigen Sekunden sieht man, wie Clapton mit einem Pappschild in der Hand mit der Aufschrift „Escondido“ und einem Gitarrenkoffer an der Straße wartet und von einem Auto mitgenommen wird. Dasselbe Schild hält Cale auf dem Cover des Albums The Road to Escondido. Einige Szenen, in denen Clapton Gitarre spielt und den Titel singt, wechseln mit der Hauptsequenz. Im weiteren Verlauf des Videos findet ein Dialog zwischen dem Fahrer des Wagens und Clapton statt, in dem Clapton Cale als einen „fantastischen Typ und großartigen Musiker“ und als seinen „Held“ bezeichnet. Das Video endet mit einem Ausschnitt des gemeinsamen Auftritts der Künstler beim Crossroads Guitar Festival 2004.